# 136 (число)
136 (Сто три́дцять шість) — натуральне число між  135 та  137.
- 136 день в році — 16 травня (у високосний рік — 15 травня)

## У математиці
- 16-те трикутне число.
- 136 — саме по собі є дільником Число Едінгтона. В цілому 8 дільників.
- 136 — сума перших 16 натуральних чисел.
- 136 — є  парним складеним тризначним числом.
- Сума цифр числа 136 — 10
- Добуток цифр цього числа — 18
- Квадрат числа 136 — 18 496

## В інших областях
- 136 рік.
- 136 до н. е.
- NGC 136 —  розсіяне скупчення в сузір'ї  Кассіопея.
- 136-й окремий моторизований інженерний батальйон — військова частина в збройних силах  СРСР під час Другої Світової Війни.
- 136-й окремий лижний батальйон — військовий підрозділ СРСР у Другої Світовій Війні.
- 136-та стрілецька дивізія.
- 136-та стрілецька дивізія (3-го формування).
- (136) Австрія — астероїд з групи  головного поясу.